# لون راک (آیووا)
لون راک (به انگلیسی: Lone Rock) شهری در ایالت آیووا کشور ایالات متحده آمریکا است که جمعیت آن در سرشماری سال ۲۰۱۰ میلادی، ۱۴۶ نفر بوده‌است.